# Dietrich Büsselberg
Dietrich Büsselberg (* 19. September 1957 in Steinhude) ist ein deutscher Physiologe, Hochschullehrer und Autor. Er ist stellvertretender Dekan (Associate Dean) und Professor für Physiologie und Biophysik am Weill Cornell Medical College in Katar. Büsselbergs Forschung umfasst Metalltoxikologie, Pharmakologie, Zellsignale und Krebsmedikamente.

## Leben
Dietrich Büsselberg wurde 1957 in Steinhude bei Wunstorf geboren. Er erwarb ein Staatsexamen für das Lehramt an der Universität Hannover (1981). An der Universität Hohenheim erwarb er 1986 den Bachelor- und Diplom-Abschluss in Biologie. Im Jahr 1989 promovierte er an der Universität Hohenheim in Zusammenarbeit mit der University of Albany. Seinen „Post-Doc“ in Physiologie absolvierte er an der Universität Mainz und der Heinrich-Heine-Universität Düsseldorf bis 1995.
Büsselberg habilitierte an der Universität Düsseldorf und begann seine akademische Laufbahn am Institut für Physiologie der Universität Göttingen. Im Jahr 2000 erhielt er seine Ernennung zum Apl. Professor an der Universität Essen. 2008 nahm er den Ruf als Professor für Neurowissenschaften und Physiologie an der Paul L. Foster School of Medicine der Texas Tech University (Texas, USA) an. Seit 2010 ist er Professor für Physiologie und Biophysik am Weill Cornell Medical College in Katar.
Büsselberg bekleidete mehrere Verwaltungsposten. Im Jahr 2012 wurde er zum Assistant Dean für studentische Angelegenheiten am Weill Cornell Medical College ernannt und bekleidete diese Position bis 2020. Seit 2020 ist er Associate Dean am Weill Cornell Medical College.

## Forschung
Büsselberg hat mehr als 200 von Experten begutachtete Publikationen, Bücher und Buchkapitel verfasst. Seine Forschung umfasst die Bereiche Metalltoxizität und Krebsbiologie, wobei er sich in letzter Zeit auf die Krebstherapie durch natürliche (pflanzliche) Substanzen konzentriert.
Büsselbergs Forschungsinteressen konzentrieren sich auf den Bereich Physiologie, insbesondere die Pharmakologie, die Zellsignalübertragung und die Krebsforschung, wobei er elektrophysiologische und molekulare Methoden sowie zelluläre Bildgebungsverfahren einsetzt. In jüngster Zeit haben er und sein Team Krebstherapeutika und für die Behandlung verschiedener Krebsarten wie Brust-, Darm- und Neuroblastoma, Kolorektalkrebs, Neuroblastom und Prostata untersucht. Die Forschungsarbeiten befassen sich auch mit dem Zusammenhang zwischen Krebsrisiko und Krebsentwicklung und Diabetes sowie mit den Auswirkungen der Chemotherapie auf die intrazelluläre Kalzium-Signalübertragung in Krebszellen und die der Chemoresistenz zugrunde liegenden Mechanismen.
Büsselberg hat die Wechselwirkung von Chemikalien mit pharmakologischen und toxischen Eigenschaften mit der Physiologie von Krebs- und Nicht-Krebszellen untersucht. Er und sein Team untersuchen Apoptose, Zytotoxizität, und nutzen dabei Techniken der Elektrophysiologie und andere molekularbiologische Methoden. Derzeit leitet er die laufenden Forschungsprojekte mit dem Titel Diabetes und kolorektales Karzinom – molekulare Risikoassoziation, Charakterisierung der Mechanismen und Identifizierung von molekularen Signaturen/Biomarkern und Antidiabetika bei der Behandlung von Brustkrebs – Identifizierung des/der molekularen Mechanismus/en und des/der Schlüssel-Biomarker(s).

## Autorentätigkeit
Büsselberg ist Autor der Bücher Effects of Lead on Neuronal Membrane Currents and Synaptic Plasticity und Experiencing Tanzania: Reflections of a Medical Service Learning Trip Through the Eyes of Aspiring Physicians.
Er war Gasteditor mehrerer Sonderausgaben verschiedener Zeitschriften, darunter Plant-Derived Natural Compounds in the Management of Cancer: Significance and Challenges, Bedeutung eines veränderten (Glukose-)Stoffwechsels bei Krebserkrankungen, Fortschritte in der Krebs-Glykobiologie, Chemopräventives und therapeutisches Potenzial von Phytochemikalien und ihren Analoga gegen Krebs,  Das Mikrobiom in Wachstum und Management verschiedener Krebsarten, Gesundheitliche Vorteile von Flavonoiden bei Diabetes und Adipositas: Von experimentellen Ansätzen zur klinischen Anwendung.

## Auszeichnungen und Ehrungen
- 1994: Reinhard Heynen und Emmi Heynen Preis, Heinrich-Heine Universität Düsseldorf[20]

## Privates
Büsselberg ist ein Freund der Fotografie. Seine Reisen nach Tansania hat er in zwei Bildbänden dokumentiert: Tanzania: Reflections of a Medical Service Learning Trip Through the Eyes of Aspiring Physicians und A Tanzanian Experience: Learning about Medicine and Life in Mwanza. 2019 hatte er eine Fotoausstellung im „Art“-Center (education City) in Katar.